# Воробьёв, Николай Николаевич (математик)
Никола́й Никола́евич Воробьёв (18 сентября 1925, Ленинград — 14 июля 1995, Санкт-Петербург) — советский и российский математик, специалист в области алгебры, математической логики и теории вероятностей, основатель советской школы в области теории игр.

## Биография
Родился в Ленинграде.
Первоначально поступил учиться в Ленинградский кораблестроительный институт, но в дальнейшем перешёл в Ленинградский государственный университет, математико-механический факультет которого и закончил в 1948 году (специальность алгебра). В 1952 году защитил кандидатскую диссертацию (логические правила дедукции в системах с сильным отрицанием); в 1961 году — докторскую диссертацию (в области физико-математических наук). С 1965 года — профессор.
С 1951 по 1965 год работал в Ленинградском отделении Математического института АН СССР, с 1965 по 1975 год — в Ленинградском отделении Центрального экономико-математического института АН СССР. С 1975 по 1990 год работал в Институте социально-экономических проблем АН СССР. Активно преподавал в ЛГУ.

## Научная деятельность
Начиная с обзорной статьи 1959 года, активно разрабатывал аппарат коалиционной теории игр, что в процессе изучения рандомизированного поведения агентов потребовало нахождения решений нестандартных проблем из области теории вероятностей и комбинаторной топологии.
Был одним из активных организаторов и научным руководителем Всесоюзных конференций по теории игр 1968, 1971, 1974 годов.

## Публикации
Н. Н. Воробьёв — автор двух учебных пособий, трёх монографий и нескольких научно-популярных брошюр (многие из которых были переведены на иностранные языки).

### Работы по теории игр
- Конечные бескоалиционные игры // Успехи математических наук. — 1959.
- Приложения теории игр. — Вильнюс : [б. и.], 1971. — 118 с.; 20 см. — (Теория игр. 1971. Доклады/ Ин-т физики и математики АН ЛитССР. Вильнюс. гос. ун-т им. В. Капсукаса. Ленингр. отд-ние Центр. экон.-мат. ин-та. II Всесоюз. конф. по теории игр).
- Основы теории игр. Бескоалиционные игры. — М.: Наука, 1984. 495 с. : граф.; 22 см.
- Теория игр для экономистов-кибернетиков. — М.: Наука, 1985. 271 с. : ил.; 22 см;

### Иные учебники
- Воробьёв Н. Н. Теория рядов : [Учеб. пособие для втузов]. — Москва : Наука, 1970. — 204 с. : граф.; 20 см. — (Избранные главы высшей математики для инженеров и студентов втузов).
  -  — 2-е изд., стер. — Москва : Наука, 1973. — 207 с. : черт.; 20 см.
  -  — 3-е изд., испр. и доп. — Москва : Наука, 1975. — 367 с.; 21 см.
  -  — 4-е изд., испр. и доп. — Москва : Наука, 1979. — 408 с. : граф.; 20 см.
  -  — 5-е изд., стер. — Москва : Наука, 1986. — 407 с. : ил.; 21 см.
  -  — 6-е изд., стер. — СПб. : Лань, 2002. — 407, [1] с. : ил.; 21 см; ISBN 5-8114-0446-8
- Воробьёв Н. Н. Сборник задач по теоретической механике. — [Б. м.] : [б. и.], 1967. — 1 т.; 22 см.
- Элементарная статистика : учебное пособие / Н. Н. Воробьёв. — Москва : Творческий центр «Терра-букс», 2016. — 134, [3] с. : ил., табл.; 20 см; ISBN 978-5-905411-06-9 : 500 экз.
  -  — Изд. 2-е, доп. — Москва : Терра-Букс ; Ставрополь : Сервисшкола, 2020. — 134, [3] с. : ил., табл.; 20 см; ISBN 978-5-93078-988-1 : 500 экз.
- Общая теория статистики : курс лекций / Н. Н. Воробьёв, Е. А. Воробьёва. — Москва : Илекса, 2011. — 155, [3] с. : ил., табл.; 21 см; ISBN 978-5-89237-544-3 (в пер.)

### Научно-популярные
- Воробьёв Н. Н. Числа Фибоначчи.
  -  — Москва ; Ленинград : Гос. изд-во техн.-теорет. лит., 1951. — 48 с. : черт.; 20 см. — (Популярные лекции по математике; Вып. 6).
  -  — 2-е изд., доп. — Москва : Наука, 1964. — 71 с. : черт.; 20 см. — (Популярные лекции по математике; Вып. 6).
  -  — 3-е изд., доп. — Москва : Наука, 1969. — 110 с. : черт.; 20 см.
  -  — 4-е изд., доп. — Москва : Наука, 1978. — 139 с. : ил.; 20 см.
  -  — 5-е изд. — М. : Наука, 1984. — 144 с. : ил.; 20 см.
  -  — Москва, 1992.
  - Numerele lui Fibonacci : Trad. din limba rusă / N. N. Vorobiev. — [Bucureşti] : Ed. tehnică, 1953. — 44 с. : ил.; 20 см. — (Biblioteca Societăţii de ştiinţe matematice şi fizice din RPR; 3).

- Воробьёв Н. Н. Признаки делимости. — Москва : Физматгиз, 1963. — 72 с.; 20 см. — (Популярные лекции по математике; Вып. 39).
  -  — 2-е изд., испр. — Москва : Наука, 1974. — 79 с.; 20 см.
  -  — 3-е изд., испр. и доп. — М. : Наука, 1980. — 94 с.; 20 см.
  -  — 4-е изд., испр. — М. : Наука, 1988. — 95 с.; 22 см; ISBN 5-02-013731-6
- Теория игр / Н. Н. Воробьев, д-р физ.-мат. наук. — Москва : Знание, 1976. — 64 с. : ил.; 20 см. — (Новое в жизни, науке, технике. Серия «Математика, кибернетика». № 4).

### Редакторская деятельность
- Нейман, Джон фон. Теория игр и экономическое поведение. / Нейман Дж., Моргенштерн О. ; пер. с англ. под ред. и с доб. Н. Н. Воробьёва. — Москва : Наука, 1970. — 707 с.; 27 см.